# IJ (Amsterdam)

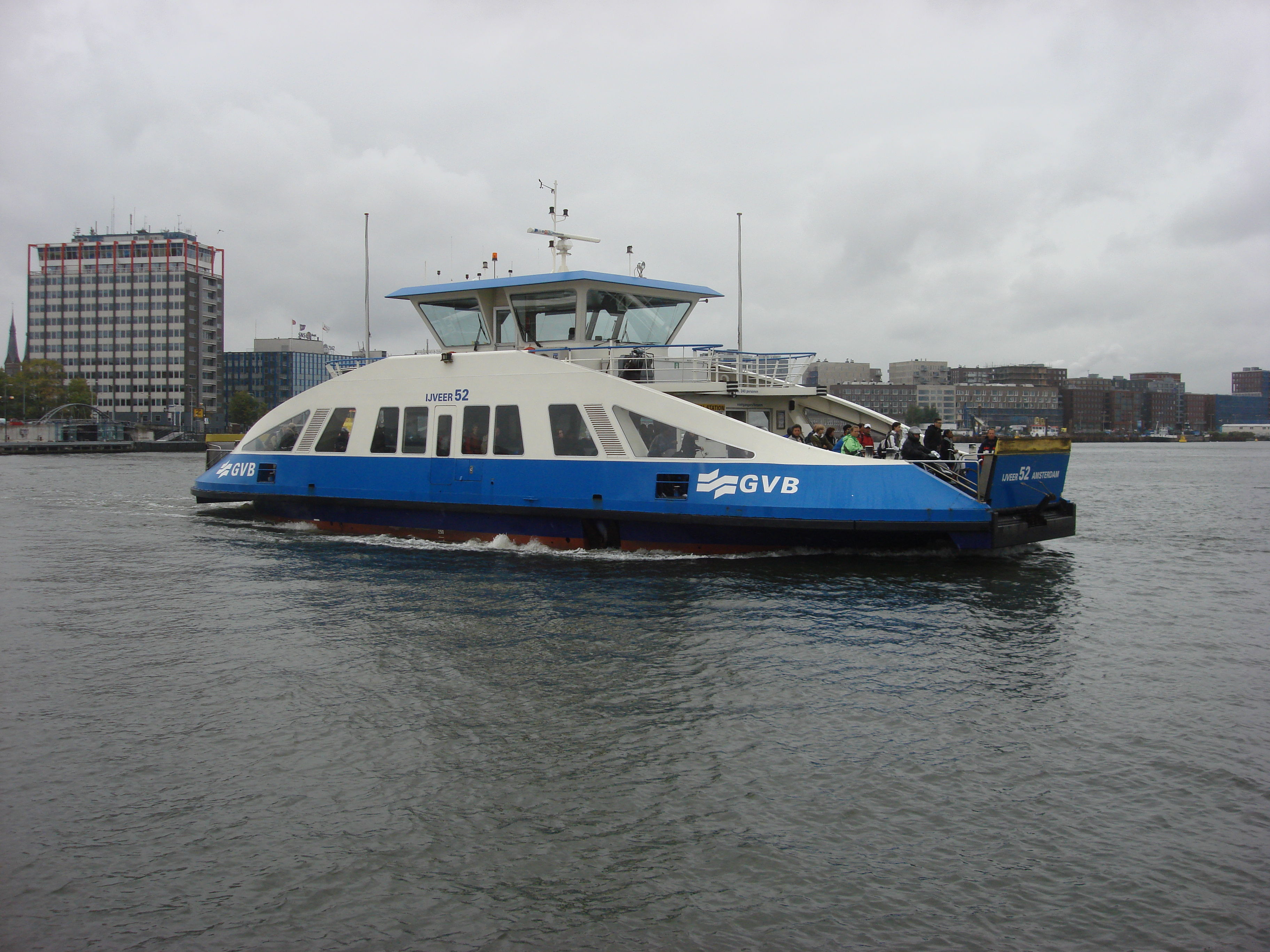
Un feribot peste IJ în Amsterdam

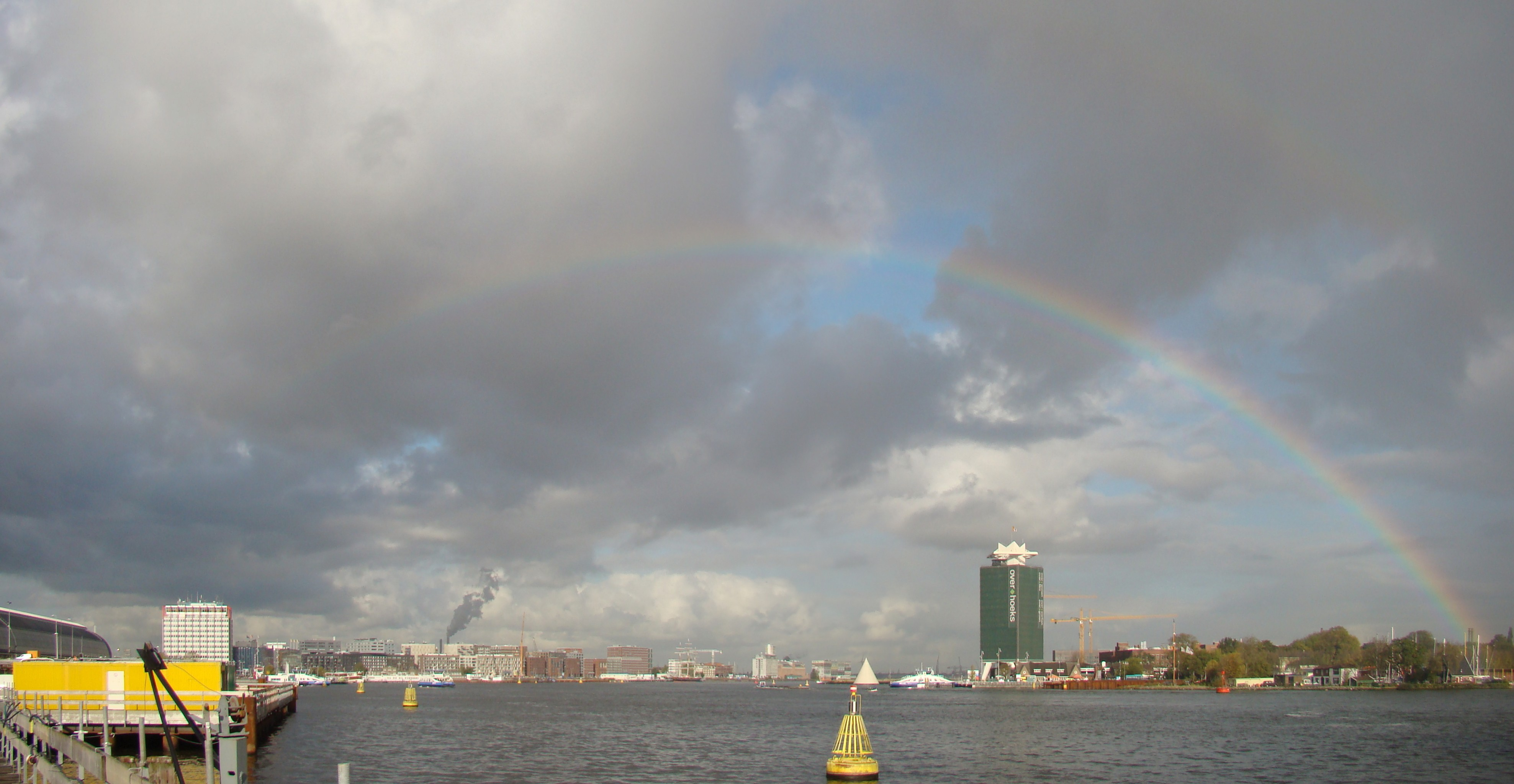
Vedere a IJ către vest: Gara Centrală în stânga, fostul sediu al companiei Shell în centru dreapta

IJ (pronunție în neerlandeză [ɛi̯]; scris uneori pe hărțile vechi ca Y sau Ye) este un corp de apă, fost golf, în provincia Olanda de Nord a Țărilor de Jos. El este cunoscut ca fiind corpul de apă principal al Amsterdamului. Numele său este un cuvânt neerlandez învechit cu sensul „apă”, derivat din cuvântul frizon vestic  ie „șuvoi, râu mic” (din germanicul ahwō, „apă”) și este înrudit cu cuvintele neerlandeze Aa/Ee care desemnează corpuri de apă. Numele său este format din digrama ij, care se comportă ca o singură literă. Prin urmare, ambele litere sunt scrise cu majuscule; vezi și IJmuiden.

## Geografie

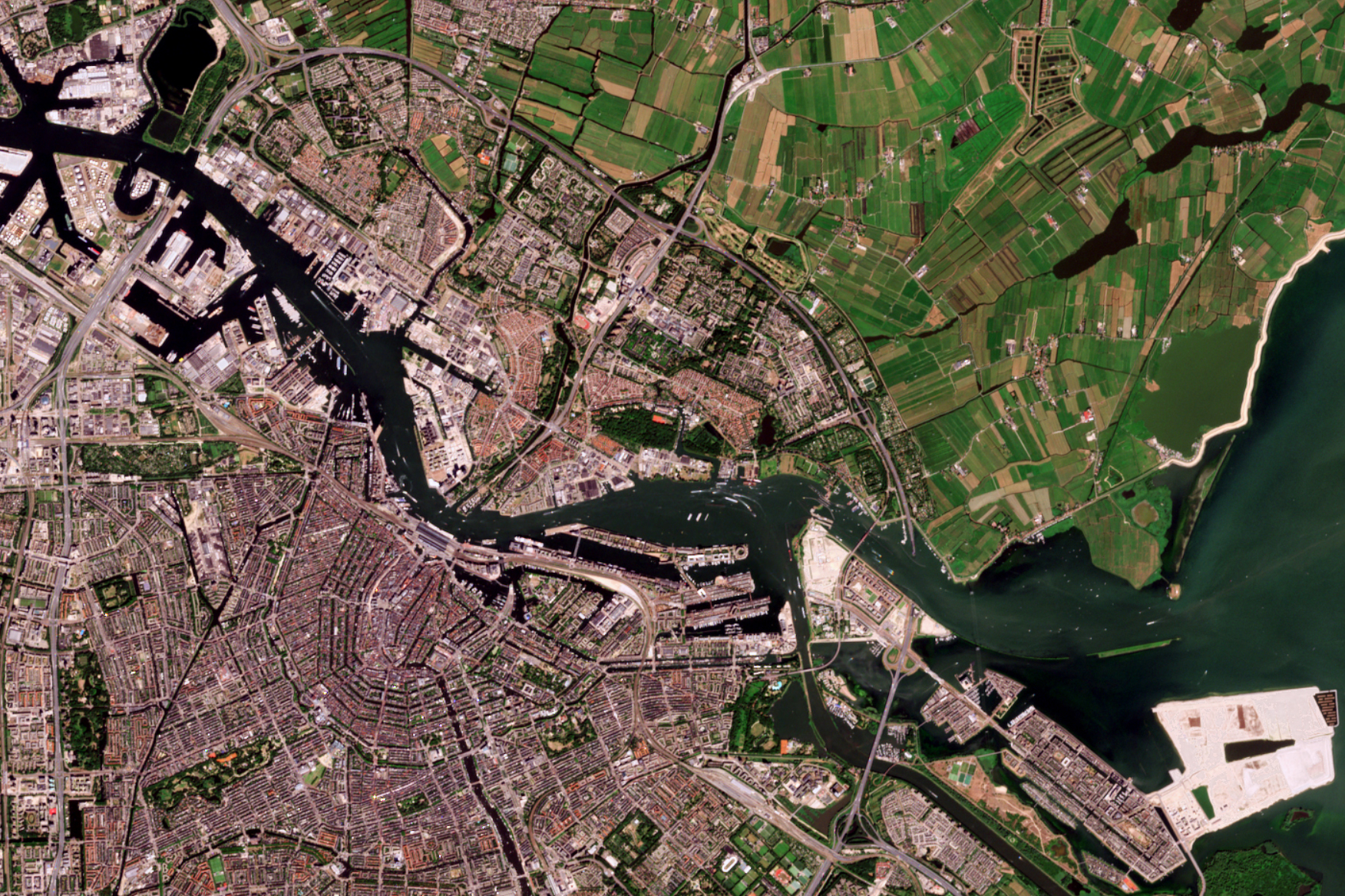
IJ, Amsterdam, 2020

Astăzi, IJ este împărțit în două părți: 
- La vest, Binnen-Ĳ (Ĳ interior) sau Afgesloten-Ĳ (Ĳ închis) este conectat direct la Canalul Mării Nordului, care se întinde până la portul IJmuiden și Marea Nordului.
- La est, Buiten-Ĳ (Ĳ exterior) este o extensie a lacului IJmeer care este în sine o extensie a lacului Markermeer.

IJ este conectat cu Marea Nordului la vest și cu IJmeer la est printr-o serie de ecluze.

## Istoric

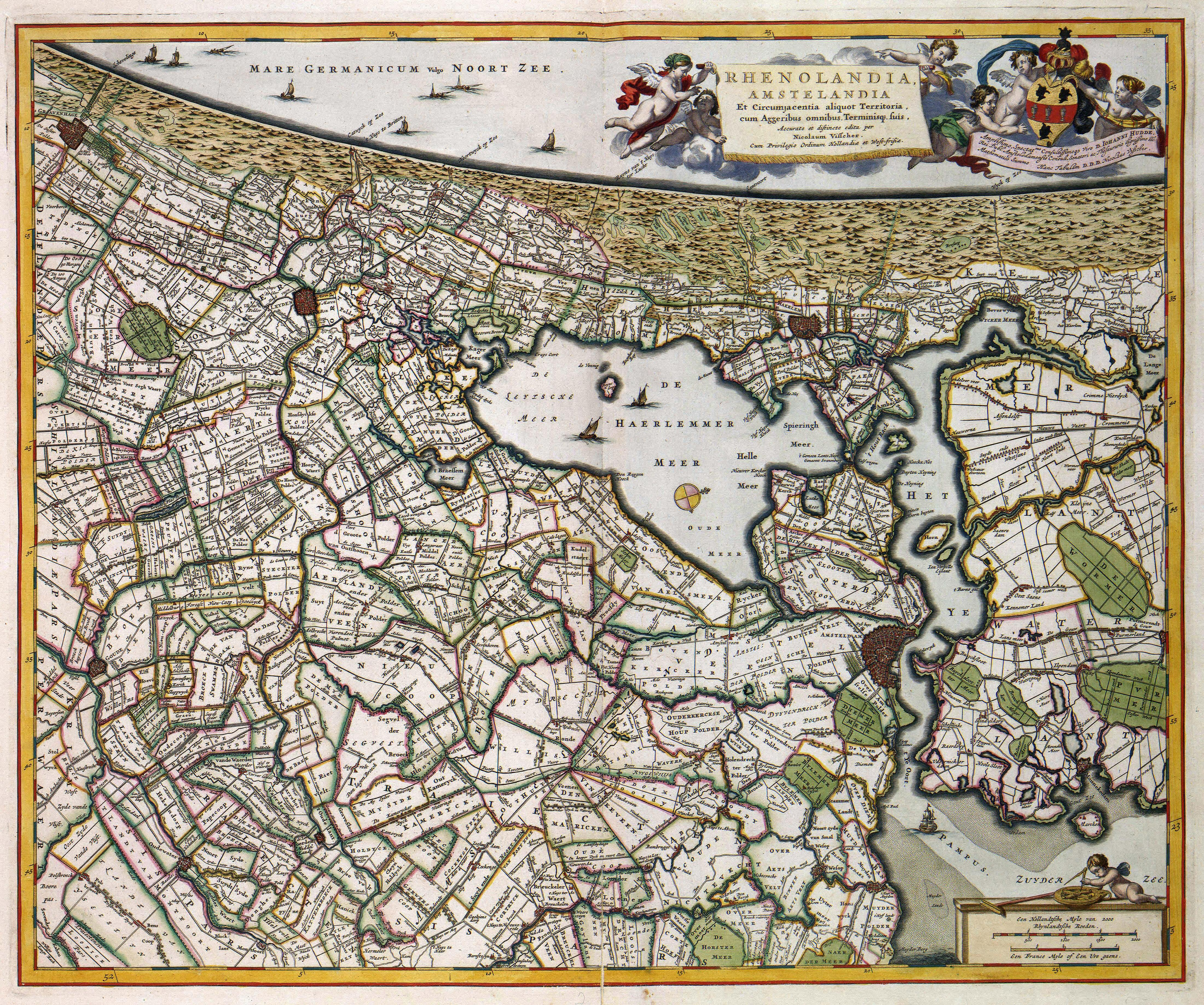
Hartă din 1681 în care apare în dreapta golful IJ înainte de recuperarea terenului prin asanare. N.B. Harta este orientată astfel încât vestul este în partea de sus.

Există mai multe teorii cu privire la originile IJ. Poate că a început ca un pârâu ce a ieșit la suprafață în dunele de la Castricum.
Cel mai probabil, IJ este o rămășiță al unui braț nordic al deltei Rinului. În cele din urmă, IJ ar putea proveni, de asemenea, din lacul Almere sau Flevo. În timpul epocii romane IJ comunica pe de o parte cu lacul Flevo și cu Vecht (Utrecht) și pe cealaltă parte cu Marea Nordului. Legătura directă cu Marea Nordului a dispărut ulterior, în timp ce IJ s-a extins în Evul Mediu. Acest lucru se datorează apariției Zuiderzee, un golf al Mării Nordului, care a rezultat în urma unei serii de furtuni.
La sfârșitul Evului Mediu, IJ era un golf lung și îngust cu apă salmastră, care era conectat cu Zuiderzee și se întindea de la Amsterdam (la est) către Velsen (la vest). În capătul de vest se afla un dig din dune naturale de-a lungul coastei olandeze a Mării Nordului care împiedica legătura directă dintre IJ, care se extinsese tot mai mult de-a lungul secolelor, și Marea Nordului și aproape că transforma peninsula Olanda de Nord într-o insulă. Prin secolul al XVII-lea, cu toate acestea, accesul către IJ a devenit dificil din cauza barelor de nisip, iar navelor maritime care deveniseră tot mai mari le era aproape imposibil să ajungă în orașul Amsterdam. În același timp, golful a erodat terenurile agricole, apropiindu-se tot mai mult de Haarlemmermeer (Lacul Haarlem) și amenințând orașele Haarlem și Amsterdam.
Au fost elaborate planuri pentru asanarea Haarlemmermeer și IJ și transformarea lor în poldere. Mai întâi a fost desecat Haarlemmermeer în 1852, iar apoi cea mai mare parte a lacului IJ între 1865 și 1876, rămânând doar un mic lac la Amsterdam, a cărui legătură cu Zuiderzee a fost închisă prin ecluzele Oranje. Între anii 1851 și 1886 antreprenorul Jan Galman (1807-1891)  din Amsterdam a realizat mai multe proiecte pentru construirea unui pod peste IJ, dar niciunul dintre ele nu a fost implementat pentru că un pod ar fi îngreunat circulația navelor mari.
În același timp a fost construit Canalul Mării Nordului în fostul bazin IJ pentru a oferi Amsterdamului un acces la mare și a-i revigora portul aflat în dificultate. A fost tăiat istmul pentru a realiza o legătură acvatică între IJ și Marea Nordului, în apropierea orașului Velsen; un nou port, IJmuiden („gura IJ”), a fost construit la capătul vestic. Partea de est a polderelor IJ din apropiere de Amsterdam au fost industrializate și a fost construită o nouă zonă portuară mai mare.
Buiten-IJ a găzduit competițiile sportive de navigație la Jocurile Olimpice de Vară din 1928 desfășurate la Amsterdam. De asemenea, a găzduit două competiții de navigație la Jocurile Olimpice de Vară din 1920 de la Anvers.